# Momordica calantha
Momordica calantha är en gurkväxtart som beskrevs av Ernest Friedrich Gilg. Momordica calantha ingår i släktet Momordica och familjen gurkväxter. Inga underarter finns listade i Catalogue of Life.